# Ditropis
Ditropis é um género de gastrópode  da família Cyclophoridae.
Este género contém as seguintes espécies:
- Ditropis biroi
- Ditropis papuana
- Ditropis whitei